# Fáni-völgyi 12. sz. üreg
A Fáni-völgyi 12. sz. üreg a Duna–Ipoly Nemzeti Parkban található Vértes hegységben, Vértesbogláron lévő egyik barlang.

## Leírás
Vértesboglár külterületén, a Vértesi Natúrpark fokozottan védett területén, erdőben helyezkedik el a barlang. A Fáni-völgy Ny-i végében, az útkereszteződéstől K-re, kb. 100 m-t haladva a műúton, a Fáni-völgy D-i oldalában, az úttól kb. 25 m relatív magasságban van a barlang bejárata. Az útról lombos időszakban is jól látható, kb. 10 m magas sziklafal a Fáni-völgyi 10. sz. üreget és a Fáni-völgyi 12. sz. üreget foglalja magába, melyek közvetlenül egymás felett, egy markáns tektonikus repedés mentén fekszenek. Az üregeket rejtő sziklafalhoz alulról eljutni csak nehezen, törmelékkel fedett meredek lejtőn lehet. A barlangbejáratot elérni csak nehéz mászással, a sziklafal bal oldala felől, egy párkányon lehet. Közvetlenül a Fáni-völgyi 10 sz. üreg felett, attól 5 m-rel magasabban, ugyanabban a sziklafalban, 285 m tszf. magasságban található a Fáni-völgyi 12. sz. üreg.
A barlangbejárat 2,1 m széles, 2,2 m magas, természetes jellegű, íves alakú és emelkedő tengelyirányú. Triász dolomitban húzódik az üreg. Keletkezése (a Fáni-völgyi 10. sz. üregéhez hasonlóan) függőleges hasadék mentén, kifagyásos kőzetaprózódás miatt történt. Maga a barlang egy befelé szűkülő, kifelé lejtő sziklaeresz. Alja szálkő, falai breccsásak, és algásak. A képződménymentes üregnek különösebb jelentősége nincs. A könnyen, utcai ruhában járható barlang megtekintéséhez nem szükséges engedély és lámpa használata.
1979-ben volt először Fáni-völgyi 12. sz. üregnek nevezve a barlang az irodalmában.

## Kutatástörténet
Az 1962-ben kiadott, A barlangok világa című könyv szerint a Vértes hegységben lévő Fáni-völgyben, a pataktól 10–12 m-rel magasabban kis barlangok vannak. A Ferencvárosi Természetbarátok Sportköre Barlangkutató Csoportjának váltott tagokból álló egyik csoportja, melyet Horváth János vezetett, 1968-ban folytatta a Vértes hegység bejárását és a hegységben lévő barlangok háromsíkú felmérését. Ez a csoport a Fáni-völgyben felmért kilenc, részben korábban ismert (I–IX. jelzésű) sziklaüreget. Az FTSK Barlangkutató Csoport 1969. évi jelentése szerint Horváth János az 1968. tavaszi-őszi barlangfelmérések felhasználásával 1969-ben elkészítette a Fáni-völgy (Vértes hegység) 9 üregének térképét. A térképeken 1:100 méretarányban vannak bemutatva a barlangok.
Az Alba Regia Barlangkutató Csoport által 1979-ben készített kézirat szerint a Fáni-völgyi 12. sz. üreg (F12) eddig nem volt említve írott műben. A barlang Gánt szélén (Fejér megye, Móri járás) helyezkedik el a legújabb közigazgatási térkép szerint. Ez a terület nem Vértesbogláron van (ahogy a barlangleltárban a Fáni-völgyi 10. sz. üregnél hibásan szerepel). A Fáni-völgyi 12. sz. üreg a Fáni-völgyi 10. sz. üreg felett, attól 5 m-rel magasabban, ugyanabban a sziklafalban, 280 m tszf. magasságban van. A sziklafal bal oldaláról egy párkányon lehet eljutni hozzá. Alulról nem látható bejárata sziklaeresz jellegű. Kialakulása a Fáni-völgyi 10. sz. üreg létrejöttét is megalapozó függőleges hasadék mentén, kifagyás miatt történt. Breccsás szerkezetű fődolomitban húzódik a Fáni-völgyi 12. sz. üreg.
Egyetlen üregből áll, amely befelé tölcsérszerűen szűkül. Legnagyobb vízszintes kiterjedése 2,5 m. A bejárati résznél a legmagasabb (2 m). Mennyezete majdnem vízszintes, de aljzata a sziklapárkány felé meredeken lejt. Csapadékos időben szivárgó vizek jelennek meg benne. Minden bizonnyal régóta ismert üreg, de Kocsis Antal sem említi. Az Alba Regia Barlangkutató Csoport tagjai 1979. február 4-én, terepbejárás során vették fel a barlangkataszterbe a helyi jelentőségű barlangot. Nem érdemes tovább kutatni az üreget, melyet bejárt és felmért a csoport.
A kéziratba bekerült a barlang alaprajz térképe, hosszmetszet térképe és keresztmetszet térképe. A térképek 1:100 méretarányban ábrázolják a barlangot. Az alaprajz térkép használatához a térképlapon jelölve van az É-i irány. Az alaprajz térképen látható a keresztmetszet elhelyezkedése a barlangban. A térképek elkészítéséhez a barlangot Szolga Ferenc, Gönczöl Imréné, Koch Zoltán és Zentai Ferenc mérték fel 1979. február 4-én. A térképeket 1979. február 22-én rajzolta Szolga Ferenc. A kéziratban látható a Fáni-völgy térképe (kb. 1:10.000 méretarány). A térképen jelölve van az É-i irány. A térképen megfigyelhető a Fáni-völgyi 12. sz. üreg (a térképen: F12) földrajzi elhelyezkedése. A kéziratban van két olyan fénykép, amelyek szemléltetik a barlangot. A két fényképen a Fáni-völgyi 10. sz. üreget és a Fáni-völgyi 12. sz. üreget rejtő sziklafal látható. A fényképeket Zentai Ferenc készítette.

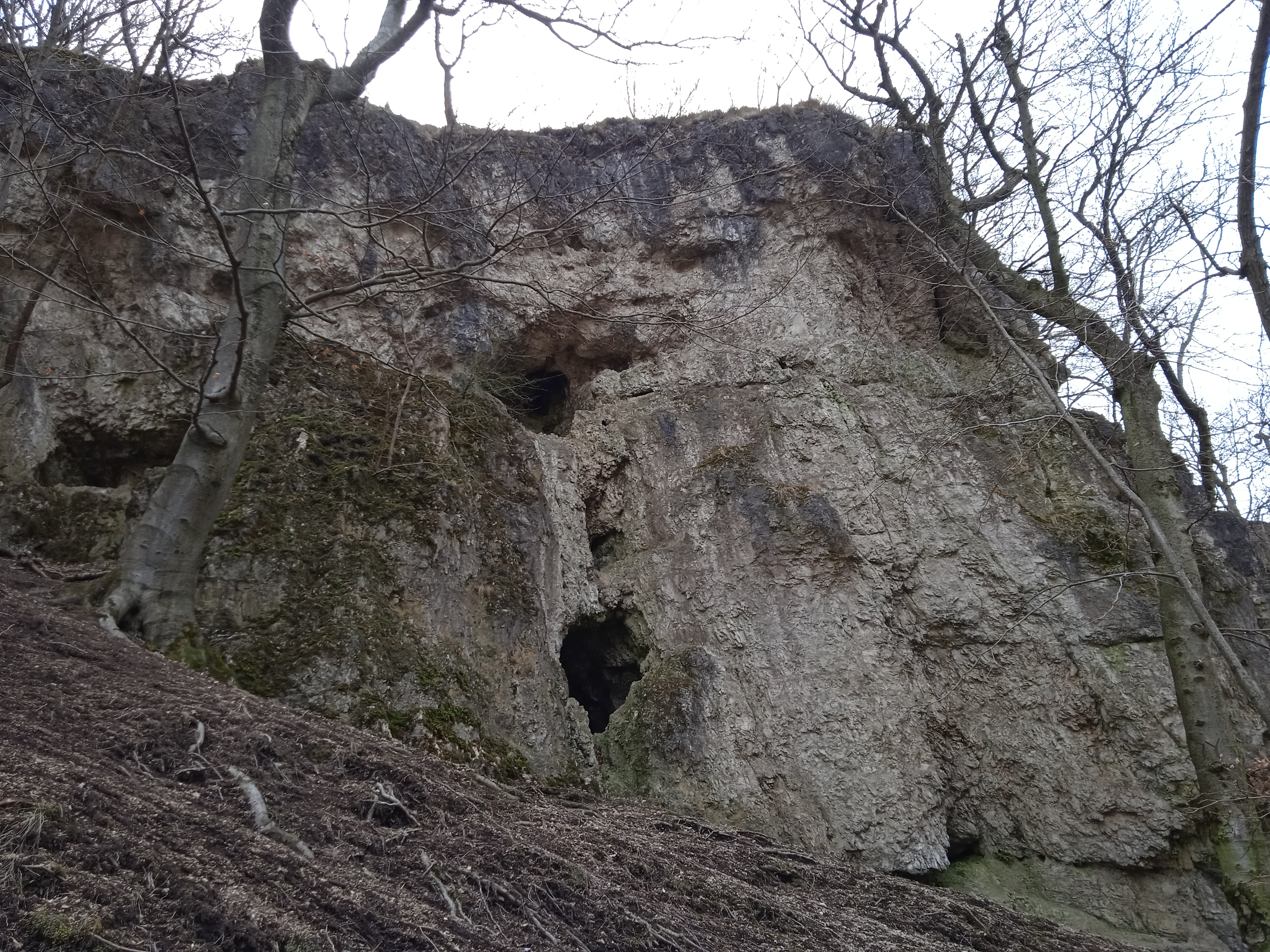
A Fáni-völgyi 10. sz. üreg bejárata (alul) és a Fáni-völgyi 12. sz. üreg bejárata (a Fáni-völgyi 10. sz. üreg bejárata felett)

Az FTSK Barlangkutató Szakosztály 1980. évi jelentésében meg van említve, hogy az FTSK barlangkutató csoportja 1968. március 31-én mérte fel a Fáni-völgy üregeit. Az 1980. évi MKBT Beszámolóban publikálva lett az 1980. évi csoportjelentésnek a Fáni-völgyben lévő üregeket említő része.
A Béni Kornél és Viszló Levente által írt, 1996-ban napvilágot látott könyvben szó van arról, hogy 10 barlang van a Fáni-völgyben. A völgyben megfigyelhető sok barlang miatt a völgy a Kőlik-völgyhöz hasonló. Ugyanolyan dolomitbreccsa a felépítő kőzet is. A Fáni-völgyben lévő barlangok kialakulásának esetében is a fagyaprózódásos kimállás játszotta a főszerepet. A völgy üregeire jellemző a borsókő előfordulása és gyakran pirosas elszíneződésű falak vannak bennük. Ennek oka ismeretlen. Az üregek lényegében három helyen koncentrálódnak, de ezek közül kettő egymással szemben, a völgy É-i és D-i oldalán fekszik. A völgy mindegyik barlangja a kisebb méretű barlangok közé tartozik.
A barlang 2003. május 17-én, BTI kataszteri felvétel alapján készült nyilvántartólapja szerint a 4522-27 barlangkataszteri számú Fáni-völgyi 12. sz. üreg a Vértes hegységben lévő Vértesbogláron (Fejér megye) található. Az üreg bejáratának koordinátái (Trimble Geoexplorer 3): X: 605514, Y: 235205, Z: 285. Hegyoldalon lévő sziklafalban, erdőben van a barlang 2,1 m széles, 2,2 m magas, természetes jellegű, íves alakú és emelkedő tengelyirányú bejárata. A részletesen felmért barlang 2,5 m hosszú, 2 m függőleges kiterjedésű, 2 m magas, 0 m mély és 2,5 m vízszintes kiterjedésű. Triász dolomitban húzódik az üreg. A barlang kialakulását előkészítette a tektonika. Az üreg kifagyásos kőzetaprózódás miatt jött létre.
A sziklaeresz térformájú barlang emelkedő aljzatú, és jellemző szelvénytípusa a szabálytalan. Breccsazóna és alga van benne. Tematikus feldolgozás: térkép, fénykép, kataszter, leírás. 1979-ben lett először említve a barlang az irodalomban (kataszteri felvétel). A gyakorlatilag érintetlen barlang gyakorlatilag érintetlen aljzatú és ásványkiválásai gyakorlatilag érintetlenek. A nehezen járható (meredek) terepen, sziklamászással megközelíthető, sziklamászással járható barlang megtekintéséhez nem szükséges engedély. Illetékes természetvédelmi hatóság: Duna–Ipoly Nemzeti Park Igazgatóság. A barlang felszínének védettsége: Vértesi Tájvédelmi Körzet (19/1976. OTvH határozat). A felszerelés nélkül járható, képződménymentes üregnek különösebb jelentősége nincs.